# Linnaemya rossica
Linnaemya rossica är en tvåvingeart som beskrevs av Zimin 1954. Linnaemya rossica ingår i släktet Linnaemya och familjen parasitflugor. Arten är reproducerande i Sverige. Inga underarter finns listade i Catalogue of Life.